# 霧島温泉郷
霧島温泉郷（きりしまおんせんきょう）は、鹿児島県霧島市から湧水町にかけての霧島山中腹に点在する温泉群の総称。狭義では大浪池の南西斜面、中津川（天降川の支流）流域にある古くから知られている温泉群を指す。1959年（昭和34年）5月4日、「霧島温泉」として、旧・霧島町の霧島神宮温泉とともに国民保養温泉地に指定された。

## 狭義の霧島温泉郷

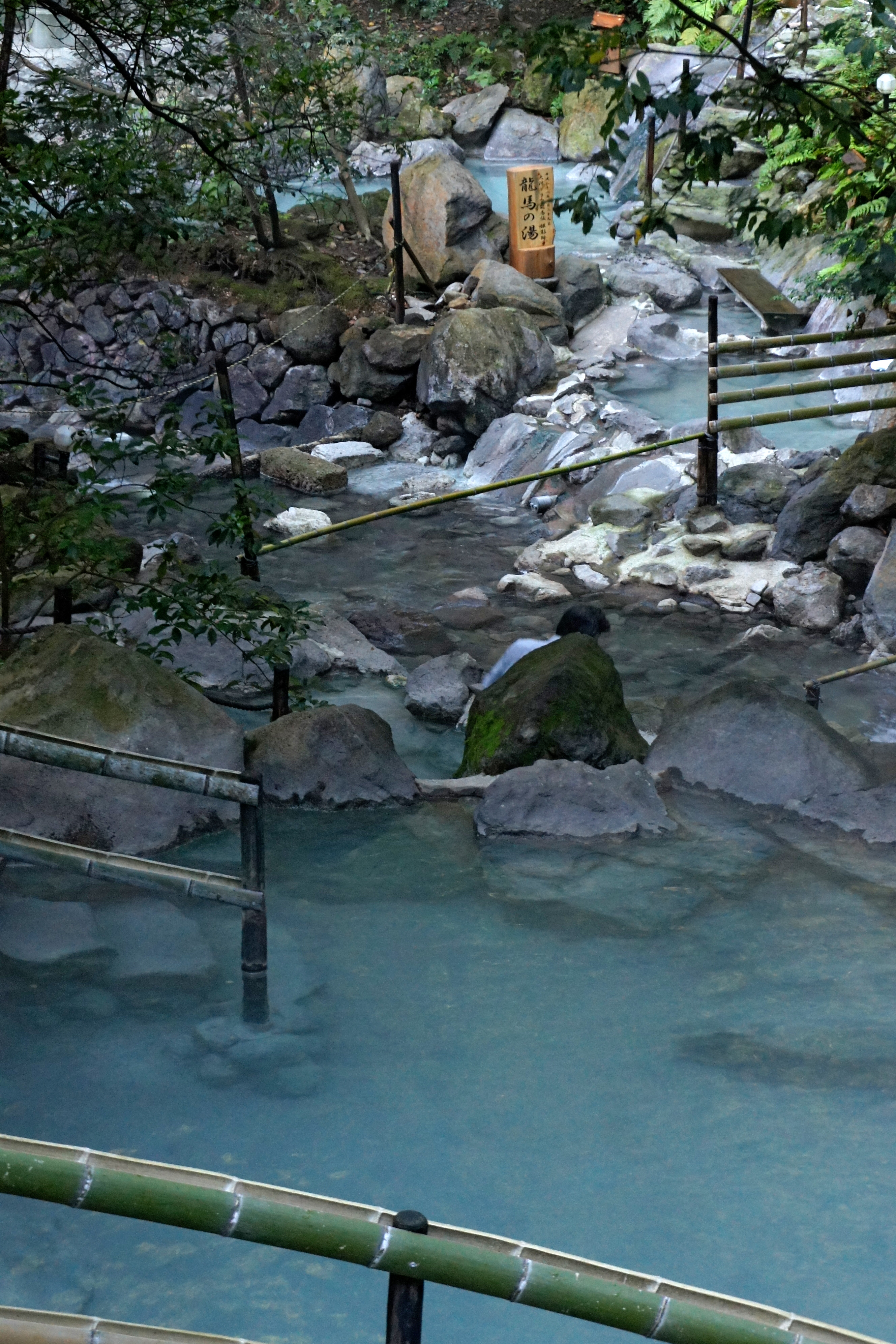
緑渓湯苑（栄之尾温泉）

硫黄谷温泉
1714年（正徳4年）、飯田喜八によって発見された。江戸時代に書かれた温泉番付『諸国温泉功能鑑』に「薩摩硫黄湯」として記載されており、皮膚病に効能があるとされていた。江戸時代後期の地誌『三国名勝図会』にも挿絵とともに紹介されており、湯を患部に当てる打たせ湯や、身分の高い者だけが利用できる殿様湯についての記述もある。1866年（慶応2年）に坂本龍馬夫妻が訪れた。1949年（昭和24年）8月16日、台風による山崩れの被害を受けて移転し、現在では泉源のみ利用され近隣の霧島ホテルに送湯している。
明礬温泉
明礬山から湧出しているためにこの名が付けられた。1869年（明治2年）頃に宿泊施設が設けられたが、山崩れのため廃止され泉源のみ利用されている。
栄之尾温泉
1744年（延享元年）、安藤仲兵衛国広によって発見された。『三国名勝図会』には、硫黄谷温泉と同じく打たせ湯の設備を持っており効能も似ているが、湯の性質は穏やかであり症状に応じて選ぶことを勧める記述がある。1861年（文久元年）、当時の薩摩藩藩主島津忠義の避暑地として利用された。1866年には坂本龍馬・お龍夫妻が訪れ、これが日本最初の新婚旅行とされている。渓谷に湧く温泉は現在、林田温泉にあるホテルの露天風呂「緑渓湯苑」として利用されている。なお標高800mの山中にある寒冷地であるため、冬季は閉鎖される。
林田温泉
標高800メートル、栄之尾温泉に隣接する温泉地。1929年（昭和4年）、林田産業交通（現在の鹿児島交通）の創始者林田熊一によって開発された。私設道路などが整備され近代的温泉保養地の先駆けとなった。（現在の霧島いわさきホテル）2017年（平成29年）11月6日をもって無期限閉鎖。
丸尾温泉
1819年（文政2年）、横尾権太によって発見された。霧島温泉郷の中心的存在となっている。
栗川温泉
1835年（天保6年）、牧彦八によって発見された。

### 温泉街
丸尾温泉参照。

### 歴史
温泉は山中にあり道中は火山噴出物の多い悪路だったため、明治以前は馬や駕籠でなければ容易に行くことができなかった。1914年（大正3年）に牧園駅（現在の霧島温泉駅）から霧島温泉まで、1933年（昭和8年）には霧島神宮駅から丸尾温泉までの道路がそれぞれ整備され、多くの湯治客を集めるようになった。

### アクセス
- 鉄道 : 日豊本線霧島神宮駅、または肥薩線霧島温泉駅よりバス、タクシーで各温泉へ。
- 空路 : 鹿児島空港よりバス、タクシーで各温泉へ。
- 自家用車：九州自動車道横川インターチェンジより鹿児島県道50号牧園薩摩線、国道223号経由。

## 広義の霧島温泉郷
湯之野温泉
豊富な噴気があり、湧出した温泉を周辺の施設に配湯している。
新湯温泉
1875年（明治8年）、高久保豊蔵によって発見され、1881年（明治14年）から湯治場として利用されるようになった。1954年（昭和29年）8月16日、地滑りによって壊滅したが後に復旧した。硫化水素泉として知られている。
湯之谷温泉
古くから地元の狩人に利用されており、1880年（明治13年）に浴場が開設された。1952年（昭和27年）8月に台風の被害を受けて移転した。
塩湯温泉
手洗温泉
現在は創価学会の研修道場になっており、一般の利用は出来ない。
山之城（やまんじょ）温泉
古くから知られており、1961年（昭和36年）頃に掘削が試みられた。硫化水素ガス濃度が高く危険なため立ち入り禁止になっている。
関平温泉
1832年（天保3年）、原田丑太郎によって発見され、傷に効能があると言われてきた。1976年（昭和51年）に牧園町の所有となった。温泉水は「関平鉱泉」として販売されている。
鉾投（ほこなぎ）温泉
1572年（元亀3年）、島津義弘による木崎原の戦いの際に利用されたと伝えられている。現在は野湯。
野々湯温泉
かつては地元住民のための小さな浴場であったが、現在では広大な敷地に点在するログハウスやキャンプ場などを擁する総合的レクリエーション施設となっている。歯ブラシなど持ち込みで格安で宿泊できるため旅行者やサークルなどのイベントにて使用される。
殿湯温泉
1710年頃（宝永、享保年間）、霧島神宮の造営工事をきっかけとして開発された。
目の湯温泉
霧島最古の岩風呂とされる野湯。丸尾自然探勝路沿いに位置している。
横瀬温泉
1865年（慶応元年）に共同浴場が設置された。
栗野岳温泉
元禄、宝永年間頃から湯治場として利用されている。豊富な噴気があり、蒸し風呂や炊事に利用されている。
金湯温泉
個人が浴槽を設置し、近所の人にも開放している。
銀湯温泉、太良温泉
現在利用されていない。銀湯温泉の近くに出力3万kWの大霧地熱発電所がある。